# Maiha Ishimura
Maiha Ishimura (石村 舞波 Ishimura Maiha?,  născută în data de 20 noiembrie 1992 în Chiba, Japonia) a fost o membră a proiectului Hello! Project Kids și a trupei Berryz Kobo. În anul 2002 Maiha a fost admisă în grupul Hello! Project Kids. Pe data de 2 octombrie 2005 a părăsit trupa Berryz Kobo pentru a-și continua studiile.

## Apariții

### Filme
- Koinu Dan no Monogatari (仔犬ダンの物語 "Puppy Dan's Story"?) (14 decembrie 2002)

### Radio
- Berryz Kobo Kiritsu! Rei! Chakuseki! (30 martie 2005)

### Internet
- 21st Hello Pro Video Chat (Hello! Project on Flets) (11 august 2005)